# Intel Parallel Inspector
Intel Parallel Inspector - анализатор корректности с возможностью проверки работы с памятью и потоками. Имеет отдельный пользовательский интерфейс, а также встраивается в Microsoft Visual Studio. Parallel Inspector помогает повысить надежность, защищенность и точность приложений, написанных на языках Си/C++ и Fortran.

## Обзор
- Надежность: Поиск взаимных блокировок (deadlocks) и ошибок работы с памятью, приводящих к сбоям в работе программы
- Защищенность: Поиск уязвимостей в использовании памяти и потоков, которыми могут воспользоваться хакеры
- Точность: Обнаружение повреждения памяти и состояния гонки для устранения ошибочных результатов

Проверка памяти включает в себя проверку утечки памяти, повисшие указатели, переменные без инициализации, использование некорректных ссылок на участки памяти, несовпадающие размеры памяти с вычисленными ранее, выделение и освобождение памяти, проверки стеков в памяти, а также исследование стеков с управляемой глубиной.
Проверки потоков включают в себя проверки состояний гонки, взаимных блокировок, анализ стека вызовов с настраиваемой глубиной, руководство по диагностике, встроенная поддержка Intel Threading Building Blocks, OpenMP и потоков Windows.
Программа доступна как часть Intel Parallel Studio или в виде отдельного продукта.

## Недостатки
Работа Intel Parallel Inspector основана на отслеживании вызовов Windows API, выполняемых исследуемой программой. Однако, Intel Parallel Inspector отслеживает лишь официально задокументированные WinAPI-вызовы, тогда как в случае использования недокументированных вызовов Intel Parallel Inspector их не сможет корректно обработать. В этом случае возможно как ложное обнаружение ошибки, так и игнорирование реально существующей ошибки.